# Gabrielle con la rosa
Gabrielle con la rosa è un dipinto del pittore francese Pierre-Auguste Renoir, realizzato nel 1911 e conservato presso il Musée d'Orsay di Parigi.

## Descrizione
Gabrielle è stata una donna che ha fatto prepotentemente ingresso nell'autobiografia artistica di Renoir, comparendo in moltissime opere della sua tarda maturità. In questo dipinto la donna viene ritratta vestita con un'ampia tunica trasparente aperta sul seno. Lo sfondo è indefinito e si amalgama quasi con le forme della modella, la quale è colta mentre si sistema una rosa nei capelli: la scelta del fiore non è casuale, e intende simboleggiare la giovinezza di Gabrielle e la maliziosa voluttà delle sue carni.
Renoir ha ormai superato ampiamente la fase rigorosamente disegnativa (quella cosiddetta ingresque) della sua produzione pittorica, e con Gabrielle con la rosa approda a una pennellata pastosa, idonea per definire la corporeità ricca di spessore della modella, che si afferma con un'imponenza quasi rubensiana: «Amo la pittura grassa, liscia, untuosa, amo palpare un quadro, passarvi la mano» (Renoir). Gabrielle con la rosa, in effetti, è una delle espressioni più alte della tardissima maturità di Renoir, periodo spesso trascurato dalle antologie artistiche in favore di quello impressionista. Non bisogna dimenticare, tuttavia, che furono proprio i quadri come Gabrielle con la rosa, con la loro tavolozza ricca di corposi rossi, ad affascinare i giovani pittori del tempo, come Henri Matisse, che spesso si recò a Cagnes per visitare l'ormai anziano Renoir e apprendere i suoi segreti.